# Luis Sánchez Fernández

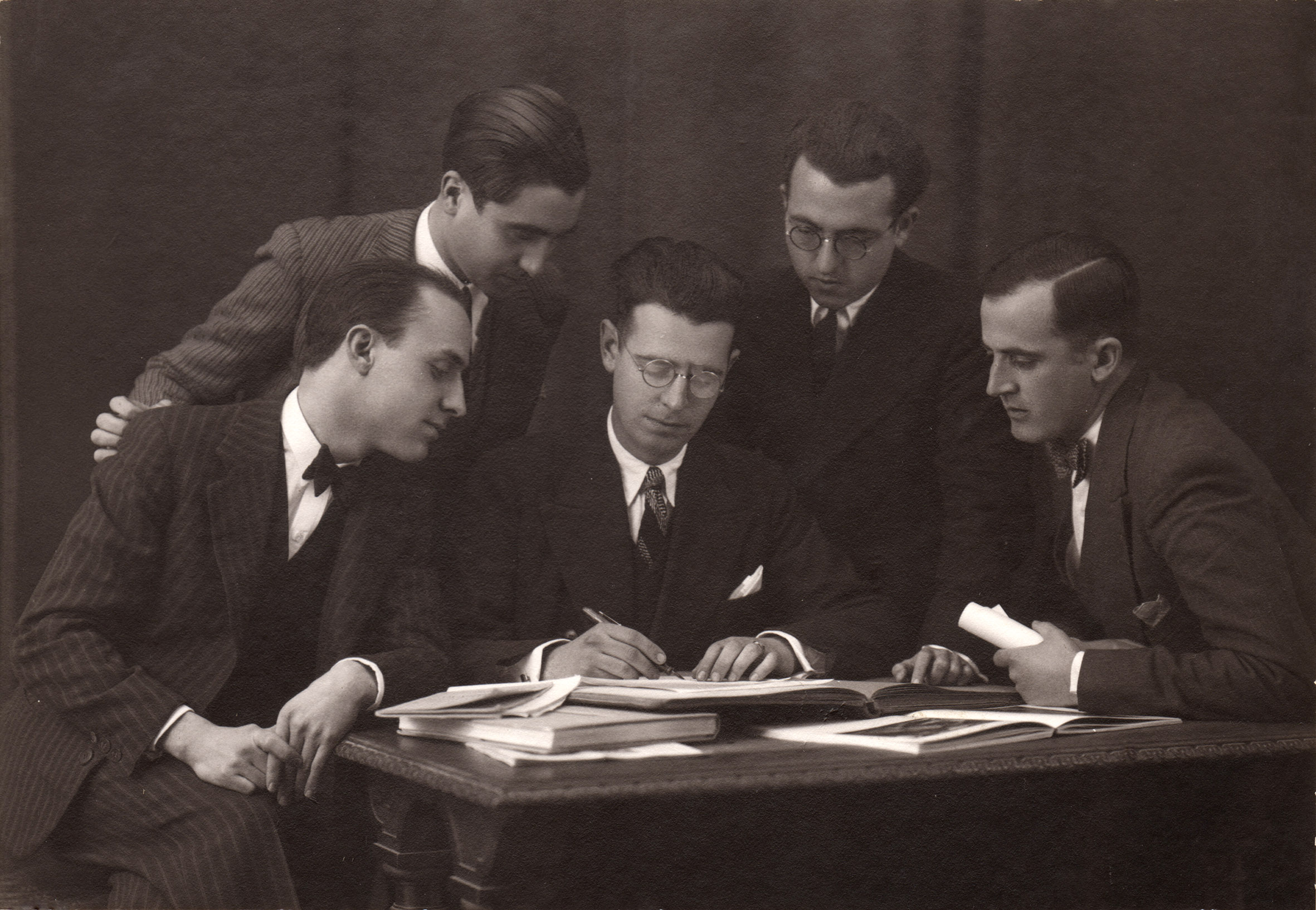
Grupo de los Jóvenes en la firma de su manifiesto fundacional. En el centro, Luis Sánchez. Foto Novella, Valencia (1934)

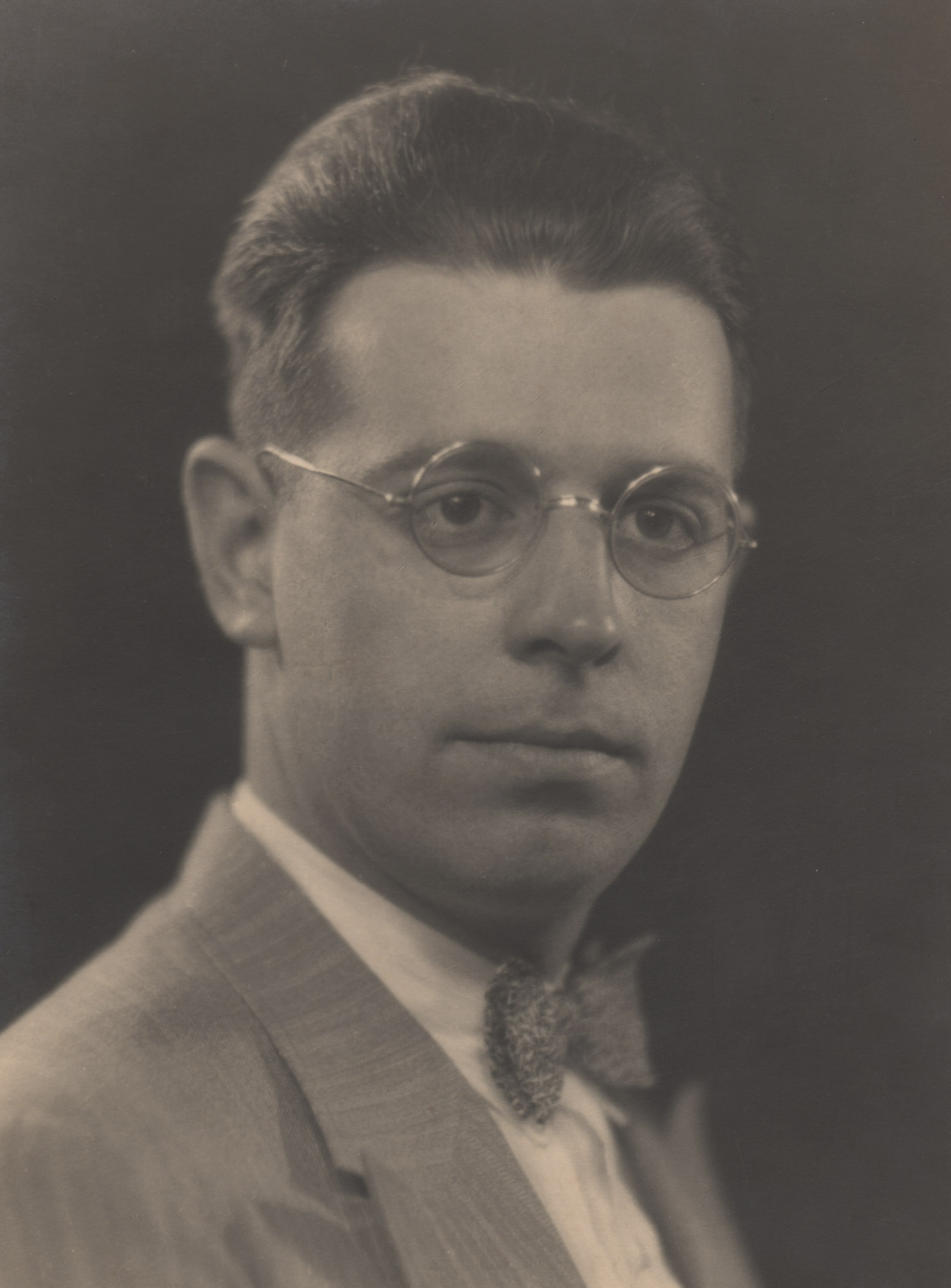
El compositor valenciano Luis Sánchez retratado por Lampo (Foto Novelda, Valencia), sin fecha.

Luis Sánchez Fernández (Valencia, 4 de septiembre de 1907 - Málaga, 17 de octubre de 1957) fue un compositor y médico español, miembro junto con Vicente Asencio Ruano, Vicente Garcés Queralt, Ricardo Olmos Canet y Emilio Valdés Perlasia del llamado Grupo de los Jóvenes, creado en 1934 en Valencia para renovar el panorama musical y cultural de la ciudad, con un marcado acento nacionalista. Fue además en su madurez secretario de la Orquesta Sinfónica de Málaga y miembro de la Asociación Española de Escritores Médicos.

## Biografía: juventud e inicios
Nació en el seno de una familia de extracción social burguesa. Su padre era viajante de comercio (lo que explica la composición en 1928 de una marcha dedicada a estos profesionales). Inició sus estudios musicales en 1917, en el Conservatorio de Valencia, con Amancio Amorós (solfeo y armonía) y José Bellver (piano), aunque hacia 1924 comenzó a tomar clases particulares de armonía con Manuel Palau Boix, que sería su mentor, como también lo fue de sus futuros colegas del Grupo de los Jóvenes, a excepción de Asencio.
Su carrera como compositor se inició muy pronto: la Banda Municipal de Valencia estrenó en marzo de 1926 su obra Ecos de la Alhambra, una muestra de alhambrismo tardío, de la que también hay versión orquestal, estrenada por la Orquesta Sinfónica de Valencia en agosto de ese mismo año. El diario blasquista El Pueblo publicó (12-3-1926, p2) una semblanza del compositor novel firmada por "Ll. P.", que sitúa a Sánchez entre los protagonistas de un "resurgimiento musical" valenciano. De la obra recién presentada afirma el crítico que "posee una melodía fresca, original e inspirada, con una orquestación segura, orientada hacia las tendencias modernas". Esta sigue siendo una de las partituras que más éxito le reportó.
El joven Luis Sánchez probó suerte en diversos géneros, desde la música ligera en boga, con tangos, pasodobles, marchas y otras piezas para piano, hasta la música escénica, con obras como la comedia lírica La purea del amor [sic] o el drama Cor de ferro, estrenadas en 1927 y 1928 respectivamente. También en 1927 se presentó en público como pianista, acompañando al violinista Enrique Segarra en el Ateneo Regional; lo hizo de nuevo pocos años después, en conciertos de la sociedad Música de Cámara en el Conservatorio de Valencia, al lado del tenor Pascual Roig (23-10-1932) y del violinista Manuel Bel (20-11-1932). Esta faceta pianística, sobre todo como acompañante, la cultivaría durante toda su vida.
Para el desarrollo de su faceta orquestal fue decisiva la colaboración tanto de la Orquesta Sinfónica de Valencia, que dirigía José Manuel Izquierdo, como sobre todo de la Orquestra Valenciana de Cambra, dirigida por Francisco Gil, alumno de Sánchez. Esta formación se caracterizó por su atención preferente a la música valenciana. El estreno de varias piezas orquestales, siempre bien acogidas, consolidó a Luis Sánchez en el panorama de jóvenes compositores surgidos en la Valencia de los años veinte.
El año 1932 fue importante en su vida por sus primeras colaboraciones con la pianista Elena Cuñat, que tocó varias piezas suyas en diferentes conciertos y con la que iniciaría una relación que culminó con su matrimonio en 1936. Y debutó asimismo como crítico musical en La correspondencia de Valencia, como sustituto de Manuel Palau, quien seguramente lo recomendó. Siguió escribiendo en ese diario hasta mediados de 1933.
Sánchez, que había iniciado paralelamente estudios de medicina, los culminó en 1933, y enseguida empezó a ejercer en Jijona, donde permaneció hasta finales de 1934. La medicina fue su otra vocación y la compatibilizó durante mucho tiempo con la música, sobre todo en las épocas más difíciles, cuando la actividad cultural del país se redujo enormemente por los efectos económicos y políticos de la Guerra Civil.
De regreso en Valencia, en 1934, retomó la crítica en La correspondencia de Valencia y firmó el manifiesto que lo hermanaba con cuatro de los más destacados jóvenes compositores del momento, los ya citados Asencio, Garcés, Olmos y Valdés. En dicho manifiesto apuestan por una estética que “descansa en el arte popular del país”, adscribiéndose a la línea de Palau y del alicantino Óscar Esplá como predecesores de ese espíritu nacionalista, y reclaman la colaboración divulgadora de los medios de comunicación y el apoyo de instituciones que puedan crear infraestructuras y líneas de ayuda para el fomento de “un arte musical valenciano vigoroso y rico”.

## Tras la guerra: medicina y música
La Guerra Civil frustró sin embargo las aspiraciones de todos ellos y afectó a la pujante actividad musical valenciana, que quedaría muy mermada en la postguerra. Luis Sánchez, recién ganada en julio de 1936 una plaza de forense, se tuvo que incorporar a filas y ejerció como médico militar en Jijona. Tras la contienda su música continuó interpretándose fugazmente en Valencia, pero su traslado profesional a Monóvar (Alicante) primero, donde se casó con Elena Cuñat, y más tarde a Nulles (Tarragona) repercutió negativamente sobre su carrera de músico, y su figura comenzó a caer en un prematuro olvido entre sus paisanos.
En 1946 Sánchez ingresó en el cuerpo de directores de bandas de música civiles, con destino en Alcázar de San Juan. Al año siguiente opositó a una plaza de Estética e Historia de la Música del Conservatorio de Málaga, ciudad donde se instalaría definitivamente y reharía su carrera musical, multiplicando sus actividades como pianista acompañante, conferenciante, y director de la Orquesta Sinfónica local, de la que fue nombrado subdirector.
Debido al precario contexto cultural de la época no llegó sin embargo a abandonar el ejercicio de la práctica forense, y encontró un nuevo campo de interés en las relaciones entre la música y la medicina psiquiátrica, que reflejó en conferencias y artículos de revista.
A mediados de los cincuenta su actividad musical ha sido descrita por Hernández Farinós como “frenética”: además de sus conferencias y su actividad con la orquesta y la banda municipales destacó su faceta como pianista acompañante, tomando parte incluso en giras de conciertos con el violinista uruguayo Carlos Demicheri y el violonchelista ucraniano Mischel Cherniavsky, y continuó componiendo piezas como Elegía, para arpa, y Helénicas y Allegro Trágico, para orquesta, todas estrenadas en Málaga.
Pero esta fructífera etapa creativa se interrumpió abruptamente, pues en 1956 Luis Sánchez cayó enfermo de gravedad y aunque fue operado ya no pudo restablecerse del todo. Tras un rápido deterioro de su salud, falleció el 17 de octubre de 1957.

## Estilo
La obra de Luis Sánchez, aunque no abundante debido a las difíciles circunstancias de su vida, sí que es diversa y rica. Combina la música camerística con la orquestal, tanto orquesta sinfónica como orquesta de cuerda, con y sin solista, e incluye también canciones, obras para coro y piezas para banda. Arrancó dentro de un sinfonismo descriptivo de raíces decimonónicas, del que es muestra su obra Ecos de la Alhambra. Luego, cuando se convirtió en alumno de Manuel Palau, la influencia del maestro sería decisiva en la puesta al día de su lenguaje, tanto por la armonía como por las formas. El compositor y crítico Eduardo López-Chavarri Marco, por ejemplo, apreció el “modernismo audaz” de la danza Orientalpara piano y orquesta, estrenada en 1932 (Las Provincias, 21-5-1932). El uso de armonías modales, propio del legado impresionista, se mantendrá a lo largo de toda su trayectoria. Sus piezas de juventud también participaron del nacionalismo musical español del momento, incorporando elementos propios de la tradición valenciana.
En 2008 la Generalidad Valenciana firmó un acuerdo con los herederos del músico para el depósito y custodia de sus fondos en la Biblioteca Valenciana, donde fueron catalogados por técnicos del antiguo Instituto Valenciano de la Música (hoy integrado en el Institut Valencià de Cultura) y están a disposición de los investigadores.

## Música instrumental: orquesta, con o sin solista
- 1925? Parotets, miniatura humorística para piano y orquesta de cámara
- 1926 Ecos de la Alhambra. Impresión sinfónica española para gran orquesta
- 1925–28 Dos apuntes sinfónicos
  1. Estío
  2. Invierno
- 1930 Instantáneas levantinas. Impresiones orquestales de la región valenciana
  1. Rocafort
  2. Dos Aguas
- 1931–32 Oriental, para piano y orquesta de cuerda
- 1933 Nocturno, para orquesta de cuerda
- 1935 Amaneix, para orquesta de cuerda
- 1936 Cuarteto bucólico en sol mayor
- 1936 Idilio del Cuarteto bucólico. Arreglo para la Orquestra Valenciana de Cambra
- 1944 Prismas sinfónicos. Poema inspirado en “El Diablo Mundo” de Espronceda.
  1. Introducción y desfile de genios
  2. La Muerte
  3. La Inmortalidad
- 1948–51 Fantasía meridional, para piano y orquesta
- 1954 Helénicas, para piano y orquesta
  1. Coral dórico
  2. Lamento eólico
  3. Danza dionisíaca
- 1955–56 Allegro trágico, para piano y orquesta de cuerda

## Música instrumental: banda
- 1926 Ecos de la Alhambra
- 1927 Requeni, pasodoble
- 1930 El viajante español, marcha
- 1931–46 Nuestra belleza, pasodoble
- 1942 Pasacalle variado, George Frideric Handel (instrumentación)
- 1943–45 Dos melodías, Gabriel Fauré (instrumentación)
- 1945–46 Amaneix

## Música instrumental: piano o arpa
- 1924 Rondó
- 1925 Libélulas = Parotets. Miniatura humorística
- 1926 Les dos germanes. Sardana. Barcelona: Editorial Boileau y Bernasconi
- 1926 Desilusión. Tango. Letra y música de Luis Sánchez Fernández. Barcelona: Editorial Boileau y Bernasconi
- 1926 Viva Valencia. Pasodoble. Barcelona: Editorial Boileau y Bernasconi
- 1928 Por las cumbres. Estudio descriptivo
- 1928 Requeni. Pasodoble. Valencia: Edición Mundial Música
- 1930 El viajante español. Marcha
- 1931 Nuestra belleza. Pasodoble fallero. Valencia: Edición Tizor
- 1932 Vals fantasía
- 1934 Las bodas de Paco Gil. Homenaje
- 1954 Danza de las estatuas. Nocturnino
- 1955 Elegía para arpa

## Música instrumental: cámara
- 1933 Cuarteto bucólico en sol mayor. Cuarteto de cuerda
- 1956 Allegro trágico: a lo Brahms. Quinteto con piano

## Música vocal: obras líricas
- 1926 El naranjal o el millor testic [sic], zarzuela en un acto con libreto de V. Llopis
- 1927 La purea del amor [sic], comedia lírica en un acto con libreto de Ricardo Rodríguez Severt (estrenada en el Teatro Regional Valenciano el 7-4-1927)
- 1927 Cor de ferro, comedia lírica en un acto con libreto de Ricardo Rodríguez Severt y Ricardo de Santamaría Gorriz (estrenada en el Ateneo Regional el 11-3-1928)
- 1929 El majo del pueblo

## Música vocal: para voz y piano
- s/f Por un beso de tu boca, romanza, letra de José Mª Juan García
- s/f Manos de marfil, romanza, letra de José Mª Juan García
- 1924 ¡Tocan a gloria! … ¡tocan a muerto!
- 1931–57 Siete canciones. Valencia: Editorial Jaime Piles, 1981
  1. 1931 Hojas secas. Letra de Francisco Villaespesa
  2. 1936?-57 Tres elegías: I. Lluvia / II. Crepuscular / III. Invernal. Letra de Francisco Villaespesa
  3. 1940 Infantinas: I. La fuente, las acacias y la escuela / II. Aquelarre: pequeños poemas para canto y piano / III. ¡Ay, la luna de septiembre!. Letra de Francisco Javier Martín Abril

## Música vocal: para coro
- 1932 Himno al viajante español. Letra de Vicente Viñals. Para coro y piano
- 1938 Ave María
- s/f ¡Ay, la luna de septiembre!. Para tres voces iguales. Letra de Francisco Javier Martín Abril
- 1939 La fuente, las acacias y la escuela. Para cuatro voces mixtas. Letra de Francisco Javier Martín Abril

## Principales escritos
- 1944 “Los músicos a través de la psiquiatría”, Medicamenta
- 1944 “Medicina y arte: los grandes compositores a la luz de la psiquiatría”, Revista de medicina legal
- 1948 Introducción a la estética de la música. Valencia: Editorial Jaime Piles, 1948.
- 1953 “La inspiración musical como proceso psicofisiológico”, Domingo
- 1956 “Músicos médicos: Alejandro Borodin”.